# Jean Daetwyler
Jean Daetwyler est un compositeur et chef de chœur suisse, né à Bâle le 24 janvier 1907 et mort à Sierre le 4 juin 1994.

## Biographie
Sa famille — son père était confiseur et sa mère vendeuse — s'installe à Bulle alors qu'il a 6 ans. Après ses études de commerce, Passionné de violon depuis l'âge de 7 ans, Jean Daetwyler part en 1927 poursuivre des études musicales à Paris, au Conservatoire de Paris, puis à la Schola Cantorum et à l'École César-Franck. Il a travaillé avec des professeurs comme Vincent d'Indy, Jean de Valois, Guy de Lioncourt et Charles Koechlin.
Marié et père de trois enfants, il s'établit à Sierre, fin 1938, où il est nommé Directeur de l'harmonie municipale La Gérondine. Il a également dirigé le chœur de la Sainte-Cécile. Durant les années de guerre, entre 1940 et 1945, il compose divers morceaux de musique pour Radio-Lausanne.
En 1948, il fonde et dirige le chœur La Chanson du Rhône, puis l'année suivante, crée avec Georges Haenni le Conservatoire cantonal de musique de Sion où il enseigne l'harmonie et le contrepoint.
Jean Daetwyler a été sensible à la musique populaire, traditionnelle et folklorique. Il a aussi montré beaucoup d'intérêt pour les mélodies populaires des fifres et tambours du Val d'Anniviers. Il a également écrit de nombreuses musiques de films publicitaires pour l'Office du Tourisme valaisan et l'Office du Tourisme suisse. Il a composé des musiques de ballets comme Opium, La création, Don Juan. La plupart de ses œuvres ont été publiées aux Éditions Marc Reift .

## Œuvres musicales
- Symphonie des Alpes (1939), révisée en 1951 et 1965
- Marignan (1939) qui deviendra l'hymne du canton du Valais
- Ski symphonie (1948)
- Symphonie de la liberté (1958)
- Symphonie dialoguée pour chœur et orchestre (1960)
- Concerto pour Cor des Alpes
- Messe du peuple d'aujourd'hui, 1963, texte de Maurice Zermatten
- Noël valaisan
- Messe valaisanne (1973) avec fifres et tambours
- Requiem pour les temps atomiques (1974)
- Prophétie de Jérémie
- Suite anniviarde (1979)
- Concerto pour alto et orchestre (1979)
- Concerto pour trombone et orchestre (1979)
- Fresque gothique (1979)

## Prix
- 1946 - Prix rhodanien de musique
- 1948 - Médaille olympique de musique aux JO de Londres
- 1974 - Prix de la Fondation Rünzi
- 1981 - Prix de l'État du Valais

## Publications
- Croches et anicroches en Pays valaisan, Sierre, Éditions Monographic, 1984